# La Ferrière (Côtes-d’Armor)
La Ferrière (bretonisch: Kerhouarn) ist eine ehemalige französische Gemeinde mit 437 Einwohnern (Stand: 1. Januar 2022) im Département Côtes-d’Armor in der Region Bretagne. Sie gehörte zum Arrondissement Saint-Brieuc. Die Einwohner der Gemeinde werden Ferrandiers genannt.
Mit Wirkung vom 1. Januar 2016 wurden die ehemaligen Gemeinden Plémet und La Ferrière zu einer Commune nouvelle mit dem Namen Les Moulins zusammengelegt, in der die früheren Gemeinden den Status einer Commune déléguée haben. Der Verwaltungssitz befindet sich im Ort Plémet.
Die zunächst mit dem Namen Les Moulins bezeichnete Gemeinde änderte ihre Bezeichnung mit Erlass N° 2017-1744 vom 22. Dezember 2017 zum 25. Dezember 2017 auf den aktuellen Namen Plémet. Sie wurde dadurch zu einer mit der Vorgängergemeinde namensgleichen Commune nouvelle.

## Geographie
Umgeben wird La Ferrière von den Orten Plémet und La Prénessaye im Norden, von Coëtlogon im Osten, von Plumieux im Süden und von La Chèze im Westen.

## Bevölkerungsentwicklung
| 1962 | 1968 | 1975 | 1982 | 1990 | 1999 | 2008 | 2012 |
| 494  | 533  | 502  | 498  | 470  | 448  | 459  | 453  |

## Sehenswürdigkeiten
- Kirche Notre-Dame mit fünf Renaissancefenster (siehe: Marienfenster (La Ferrière))